# Šprýmař
Šprýmař je synonymem slov jako čtverák, šibal, žertéř.

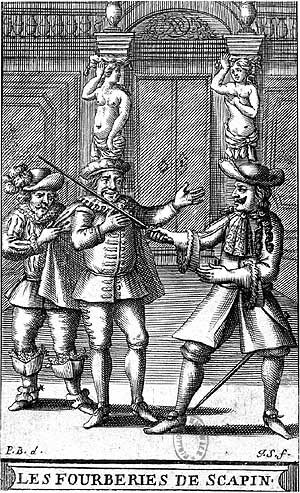
Titulní strana Les Fourberies de Scapin (Scapinova šibalství), 1682

## Šprýmař v umění
Mezi známé šprýmaře zobrazené uměleckými díly patří např.:
- Till Eulenspiegel (Enšpígl) – např. román Charlese de Costera Hrdinné, veselé i slavné příhody Thylberta Ulenspiegela a Lamma Goedzaka ve Flandřích a jinde, 1867 a opery Richarda Strausse Enšpíglova šibalství
- Kašpárek (Kasperle) – komická postava loutkového divadla
- Scapino – mazaný sluha v Molièrově komedii
- Puk – elf, sluha krále elfů Oberona v Shakespearově Snu noci svatojánské

| „                      | ...Primátor Prahy nemá mysl tak nakloněnou k stálému laškování jako městský zřízenec. Jakmile se člověk stane pánem, rozhostí se v něm jakási zasmušilá důstojnost...Počínajíc latinskou komedii, je to vždy chudák, proletář, muž z lidu, kdo vysupuje jako šprýmař. Pán může být toliko směšný; ale jeho sluha má humor. | “ |
| — Karel Čapek: Marsyas | |   |

## Šprýmař v mytologii

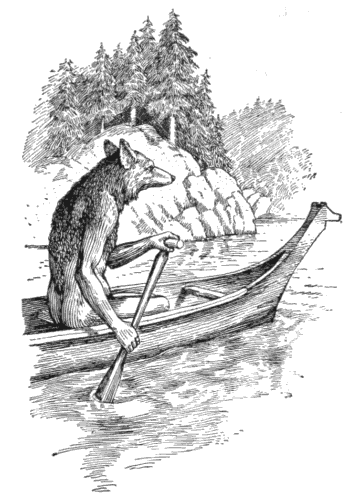
Kojot, severoamerický šprýmař

V mytologii, folkloristice a religionistice je šprýmař (šibal, anglicky trickster) postava, často s nadpřirozenými či božskými atributy, která se obvykle vyznačuje vychytralostí, vynalézavostí a tendencí narušovat zaběhlá pravidla. Šprýmaři často bývají zlomyslní a tropí si z lidí šprýmy, může jít ale také o dvojznačné postavy, či přímo kladné kulturní hrdiny, kteří lidstvu přinášejí dosud nedostupné vědomosti a dovednosti (například ukradnou bohům oheň).
Postavy šprýmařů existují v mytologiích celé řady národů. Mezi nejznámější patří například Kojot či Krkavec severoamerických indiánů, africký Ešu (Elegba) a tichomořský Maui. V australských pověstech hrají podobnou roli bytosti zvané wurulu-wurulu, ngadjala-ngadjala, mimi, namoroda a další. Podobné atributy nese i severský Loki či řecký Hermés a Prométheus.